# Intoxication professionnelle au tétrachloréthane
Cet article décrit les critères administratifs pour qu'une intoxication au tétrachloréthane soit reconnue comme maladie professionnelle en France.

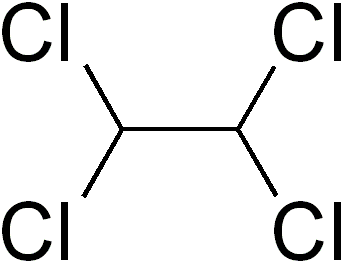
Structure de la molécule de tétrachloréthane.

## Législation en France

### Régime général
| Fiche Maladie Professionnelle | Fiche Maladie Professionnelle | Fiche Maladie Professionnelle |
| Ce tableau définit les critères à prendre en compte pour qu'une intoxication au tétrachloréthane soit prise en charge au titre de la Maladie professionnelle | Ce tableau définit les critères à prendre en compte pour qu'une intoxication au tétrachloréthane soit prise en charge au titre de la Maladie professionnelle | Ce tableau définit les critères à prendre en compte pour qu'une intoxication au tétrachloréthane soit prise en charge au titre de la Maladie professionnelle |
| Régime Général. Date de création : 4 janvier 1931 | Régime Général. Date de création : 4 janvier 1931 | Régime Général. Date de création : 4 janvier 1931 |
| Tableau N° 3 RG | Tableau N° 3 RG | Tableau N° 3 RG |
| Intoxication Professionnelle par le Tétrachloréthane | Intoxication Professionnelle par le Tétrachloréthane | Intoxication Professionnelle par le Tétrachloréthane |
| --- | --- | --- |
| Désignation des Maladies | Délai de prise en charge | Liste indicative des principaux travaux susceptibles de provoquer ces maladies                                                                               |
| Névrite ou polynévrite | 30 jours | Préparation, emploi, manipulation du tétrachloréthane ou des produits en renfermant, notamment :                                                             |
| Ictère par hépatite, initialement apyrétique | 30 jours | |
| Hépatonéphrite initialement apyrétique, ictérigène ou non | 30 jours | - Utilisation comme matière première dans l'industrie chimique, en particulier pour la fabrication du trichloréthylène.                                      |
| Dermites chroniques ou récidivantes | 7 jours | - Emploi comme dissolvant, en particulier de l'acétate de cellulose.                                                                                         |
| Accidents nerveux aigus en dehors des cas considérés comme accidents du travail                                                                              | 3 jours | |
| Date de mise à jour : 21 octobre 1951 | | |

### Données professionnelles
Il était autrefois largement utilisé comme solvant et comme intermédiaire de synthèse dans la production industrielle du trichloréthylène, du tétrachloroéthylène et du 1,2-dichloroéthylène. Toutefois, le 1,1,2,2-tétrachloroéthane n'est plus beaucoup utilisé aux États-Unis en raison d'inquiétudes au sujet de sa toxicité.

### Données médicales
L’exposition chronique par inhalation, aux vapeurs de 1,1,2,2-tétrachloroéthane induit principalement des effets sur le foie et le système nerveux central.
L’hépatotoxicité du 1,1,2,2-tétrachloroéthane a été décrite dans plusieurs études anciennes
réalisées en milieu professionnel. Bien que les niveaux d’exposition soient rarement spécifiés, plusieurs cas d’ictère, d’hépatite ou d'hépatomégalie ont été répertoriés chez l'homme (Coyer, 1944) ; Horiguchi et al., 1964 ; Jeney et al. ; Koelsch, 1915).
Des signes neurologiques de la toxicité du 1,1,2,2- tétrachloroéthane tels que maux de tête, tremblements, étourdissements, apathie et somnolence, troubles sensitivo-moteurs (polynévrites) ont également été mentionnés à plusieurs reprises dans des études anciennes, réalisées en milieu professionnel (Hamilton, 1917 ; Minot et Smith, 1921 ; Parmenter, 1921 ; Jeney et al., 1957).

### Risque cancérogène
Dans un groupe de 1 099 travailleurs exposés à des vapeurs de 1,1,2,2-tétrachloroéthane une augmentation de la mortalité a été signalée et bien que non significative sur le plan statistique elle serait attribuable à des cancers des organes génitaux, à des leucémies et à d’autres cancers des tissus lymphatiques(Norman et al., 1981). Les résultats sont cependant difficiles à interpréter en l'absence de mesure des niveaux d'exposition car les salariés ont pu être exposés à d'autres agents chimiques.
Le 1,1,2,2-Tetrachloroethane est classé dans le groupe 3 du Centre international de recherche sur le cancer (ne peut pas être classé pour sa cancérogénité chez l’homme), mais l'Agence de protection de l'environnement des États-Unis (EPA) l’a répertorié comme cancérigène possible pour l'homme (Groupe C).

### EtiquetagePhrases de risqueetconseils de prudenceselon laClassification UE

T+-Très toxique

N-Dangereux pour l'environnement

| Exposé des risques et mesures de sécurité | Exposé des risques et mesures de sécurité                                                                               |
| ----------------------------------------- | --- |
| R: 26/27                                  | Très toxique par inhalation et par contact avec la peau. .                                                              |
| R: 51/53                                  | Toxique pour les organismes aquatiques, peut entraîner des effets néfastes à long terme pour l'environnement aquatique. |
| S: 1/2                                    | Conserver sous clé et hors de portée des enfants.                                                                       |
| S: 38                                     | En cas de ventilation insuffisante porter un appareil respiratoire approprié..                                          |
| S: 45                                     | En cas d'accident ou de malaise consulter immédiatement un médecin (si possible lui montrer l'étiquette).               |
| S: 61                                     | Éviter le rejet dans l’environnement. Consulter les instructions spéciales/la fiche de données de sécurité.             |
| 201-197-8                                 | Etiquetage CE. |

## Sources spécifiques
- (fr) Fiche toxicologique de l'INRS
- (fr) Fiche INERIS
- (fr) Fiche internationale de sécurité

## Sources générales
- (fr) Tableaux du régime Général sur le site de l’AIMT
- (fr) Guide des maladies professionnelles de l’INRS (tableaux et commentaires)